# جوزيف غروبر
جوزيف غروبر (بالألمانية: Joseph "Pepi" Gruber)‏ (4 مايو 1912 بفيينا في النمسا - 29 سبتمبر 1967 بفيينا في النمسا) هو مدرب كرة قدم ولاعب كرة قدم نمساوي في مركز الهجوم. لعب مع ألمانيا آخن وستاد ريمس ونادي فلوريانا ونادي كارنتين ونادي لوهافر ونادي هامبورغ.

## وصلات خارجية
- جوزيف غروبر على موقع قاعدة بيانات كرة القدم.إي يو (الإنجليزية)
- جوزيف غروبر على موقع عالم كرة القدم.نت (الإنجليزية)